# Campo di concentramento di Slana
Il campo di concentramento di Slana fu un campo di concentramento e di sterminio istituito sull'isola di Pago. Faceva parte del sistema di campi di concentramento e di fosse degli ustascia che si estendeva da Gospić, attraverso la catena montuosa del Velebit, fino all'isola di Pago.

## Storia
Il campo fu istituito nel giugno 1941 a Mataina su ordine di Mijo Babić ed era controllato dagli ustascia. A dirigerlo fu Ivan Devčić, comandante del 13° battaglione ustascia di stanza nel campo. I prigionieri erano tutti uomini e la maggior parte era costituita da ebrei, serbi e comunisti croati.
Il campo fu chiuso nell'agosto 1941 dal V Corpo d'armata del Regio Esercito per timore che le brutalità perpetrate dagli ustascia potessero generare disordini nella regione. Gli storici stimano che il numero delle vittime a Slana e nel campo femminile di Mataina sia compreso tra le 4 000 e le 12 000 persone, tra cui circa 1 500 ebrei. Nelle prime settimane di operatività i detenuti morirono principalmente per gli abusi fisici, per lo sfinimento, per il caldo, per inedia e per disidratazione. Con l'aumento della frequenza dei trasporti e il progressivo sovraffollamento, gli ustascia iniziarono a giustiziare i prigionieri a centinaia.

## Testimonianze
Il canonico cattolico Joso Felicinović, che inizialmente fornì assistenza alle autorità ustascia sull'isola, scrisse in seguito che «Slana divenne una Auschwitz-Dachau in miniatura, un campo in cui uomini, donne e bambini innocenti venivano uccisi in tutti i modi bestiali». Scrive che la moglie di un proprietario di un'imbarcazione di Pago, sulla cui sola barca gli ustascia trasportarono 3 000 prigionieri, lo pregò di intercedere per suo figlio, dicendo che era impazzito perché gli ustascia lo avevano costretto a trasportare gli internati da Slana verso un'insenatura dove aveva assistito all'uccisione di uomini e donne «e al loro abbandono in una fossa che era già stata preparata». Scrisse che durante la sua prima visita al campo abbandonato di Slana trovò «un pezzo di cartone sul muro della caserma ustascia su cui erano state annotate le donne e le ragazze violentate nel campo, con i loro nomi, la data e da quali ustascia»; Secondo le stime di Felicinović, gli ustascia uccisero a Slana e a Mataina 12 000 persone, di cui circa 4 000 donne e bambini.
Nel settembre 1941 un'équipe medica dell'esercito italiano fu inviata a indagare sulle segnalazioni di fosse comuni che contaminavano le fonti di acqua potabile sulle montagne del Velebit e sull'isola di Pago. Aprirono le fosse comuni a Slana e a Mataina contenenti 791 cadaveri, di cui quasi la metà era costituita da donne e bambini. La vittima più giovane fu un neonato di 5 mesi. Il rapporto medico riporta la seguente descrizione dello stato in cui furono trovati i corpi dissotterrati:
(Ten. med. Sante Stazzi, 22 settembre 1941)
Il caposquadra italiano scrisse: «Dalla persona che ci ha fatto da guida... ho saputo che la maggior parte dei detenuti di Slana è stata gettata in mare legata a grossi scogli, e molti di loro si sono tolti la vita annegando». La squadra dell'esercito italiano stimò che a Slana e a Mataina furono uccise dagli ustascia tra le 8 000 e le 9 000 persone.
Lo scrittore Ante Zemljar pubblicò un volume sugli eventi accaduti a Slana nel 1941 intitolato Charon and Destinies. Nel 2015 una troupe televisiva israeliana giunse sull'isola per filmare i campi di concentramento di Slana e Mataina, ma fu allontanata dagli abitanti, i quali avvertirono le forze dell'ordine per denunciare le "riprese non autorizzate". La polizia vietò alla troupe di filmare i siti e la scortò fuori dall'isola.

## Memoria
Una targa commemorativa apposta a Slana nel 1975 in ricordo dei "serbi, ebrei e croati innocenti" uccisi lì è stata vandalizzata più volte dopo l'indipendenza della Croazia negli anni '90.